# Splot panamowy
Splot panamowy – splot pochodny splotu płóciennego. W splocie płóciennym długość przeplotu wątku i osnowy jest taka sama i wynosi 1, a jego wyróżnik splotu to: {\displaystyle {\tfrac {1\quad }{\quad 1}}.} Wydłużenie przeplotu o dwie nitki wzdłuż osnowy i wątku daje splot panamowy regularny: {\displaystyle {\tfrac {3\quad }{\quad 3}}} (0,0,3,0,0). Ilustruje to zamieszczony rysunek. Wydłużenie przeplotu o 2 nitki tylko wzdłuż wątku daje splot rypsowy.

Schemat tworzenia tkaniny (panama) oraz rysunek splotu

Splot panamowy uzyskuje się przez jednoczesne wydłużenie przeplotów zarówno osnowy, jak i wątku. Daje to na tkaninie efekt kostki. Sploty panamowe dzielą się na regularne i nieregularne. Regularny splot panamowy (jeśli grubość wątku i osnowy są takie same) daje na tkaninie efekt szachownicy. Nieregularny splot panamowy daje efekt kostki o większych i mniejszych polach. Kombinacje tych splotów dają tkaniny wzorzyste.
Zastosowanie: tkaniny ścierkowe, obrusowe, dekoracyjne
Panama – potoczna nazwa tkaniny o splocie panamowym.